# 1534年
| 千纪： | 2千纪 |
| 世纪： | 15世纪 \| 16世纪 \| 17世纪                                                                                 |
| 年代： | 1500年代 \| 1510年代 \| 1520年代 \| 1530年代 \| 1540年代 \| 1550年代 \| 1560年代                           |
| 年份： | 1529年 \| 1530年 \| 1531年 \| 1532年 \| 1533年 \| 1534年 \| 1535年 \| 1536年 \| 1537年 \| 1538年 \| 1539年 |
| 纪年： | 甲午年（马年）；明嘉靖十三年；越南莫朝大正五年，后黎朝元和二年；日本天文三年                               |

## 大事记
- 被任命为总督的海盗哈伊勒丁（巴巴羅薩·海雷丁帕夏）率奥斯曼帝国舰队占领突尼斯。
- 緬甸勃固王朝與東吁王朝戰爭（英语：Toungoo–Hanthawaddy War）。
- 士瓦本同盟因宗教改革造成的分裂而解散。
- 5月10日——雅克·卡蒂亞抵達紐芬蘭部分地區，即現在加拿大東海岸的聖勞倫斯灣加斯佩西-马德莱娜群岛区。
- 7月24日——雅克·卡蒂亞以法國國王名義佔領沙勒爾灣（英语：Chaleur Bay）。
- 8月15日——聖依納爵·羅耀拉與聖方濟·沙勿略、伯鐸·法伯爾等人共同於巴黎成立耶穌會。
- 8月16日——阿爾及利亞海盜海雷丁從突尼西亞哈夫斯王朝統治者穆雷·哈珊手下攻佔突尼斯。
- 11月3日——英格蘭議會通過《至尊法案》，亨利八世獲得了英國教會最高領袖的地位。該法案標誌著英格蘭宗教改革的開始，與羅馬天主教會正式分離。
- 12月23日——古吉拉特蘇丹巴哈杜爾·沙（英语：Bahadur Shah of Gujarat）與葡屬印度總督（英语：List of governors of Portuguese India）努諾·達·庫尼亞（英语：Nuno da Cunha）簽訂和平條約（英语：Treaty of Bassein (1534)），將瓦賽、孟買等地割讓給葡萄牙。

## 出生
- 6月23日 — 織田信長出生 （1582年逝世）
- 7月1日 — 弗雷德里克二世，丹麥國王和挪威國王。（1588年逝世）
- 朝鮮明宗